# معركة بحيرة بونتشارترين
معركة بحيرة بونتشارترين هي اشتباك بسفينة واحدة دارت رحاه بتاريخ في 10 سبتمبر عام 1779، وكان جزءًا من الحرب الإنجليزية الإسبانية. وقعت المعركة بين الحراقة البريطانية إتش إم إس ويست فلوريدا والسكّونة من البحرية القارية يو إس إس موريس على مياه بحيرة بونتشارترين، في مقاطعة غرب فلوريدا البريطانية آنذاك.
كانت ويست فلوريدا تسيّر دوريات الحراسة في بحيرة بونتشارترين عندما واجهت موريس التي انطلقت من نيو أورلينز بطاقم إسباني وأمريكي يرأسه القائد في البحرية القارية وليام بيكلز. صعد طاقم موريس الأكبر على متن ويست فلوريدا بنجاح، وأُصيب قائدها، الملازم جون باين، بجروح مميتة. أدى الاستيلاء على ويست فلوريدا إلى القضاء على الوجود البحري البريطاني الرئيسي في البحيرة، ما أضعف السيطرة البريطانية الضعيفة أصلًا على الأطراف الغربية لغرب فلوريدا.

## خلفية المعركة
لم تحدث العمليات العسكرية المهمة للحرب الثورية الأمريكية على ساحل الخليج حتى عام 1779، عندما دخلت إسبانيا الحرب. قبل ذلك، كانت نيو أورلينز -عاصمة لويزيانا الإسبانية آنذاك- مصدرًا شبه سري للأموال والعتاد لقضية الوطنيين. دعم الحكام الإسبان القضية بهدوء قبل عام 1779، وغالبًا ما توسّط فيها أوليفر بولوك، رجل الأعمال البارز في نيو أورلينز. أدى بولوك دورًا فعالًا كوكيل للكونغرس القاري، إذ تفاوض مع الحاكم الإسباني، واتخذ إجراءات أخرى، من ضمنها إنفاق بعض ثروته الخاصة على عمليات الوطنيين على طول نهر المسيسيبي السفلي.
في عام 1778 قاد جيمس ويلينغ حملة مداهمة موجهة ضد أهداف في غرب فلوريدا البريطانية. كانت السفينة البريطانية، ريبيكا، التي أحضرها إلى نيو أورلينز إحدى الغنائم التي استولى عليها في نهر المسيسيبي. جُلبت السفينة إلى البحرية القارية وأعيدت تسميتها يو إس إس موريس تكريمًا للمموّل روبرت موريس من فيلادلفيا.
امتدت مقاطعة غرب فلوريدا البريطانية من نهر المسيسيبي في الغرب إلى نهر أبالاتشيكولا في الشرق. كانت سفينة إتش إم إس ويست فلوريدا تجوب بحيرة بونتشارترين منذ عام 1776 بقيادة جورج بوردون، وتتوقف وتفتّش جميع أنواع سفن الشحن، بالإضافة إلى التجار الإسبان المتجهين إلى نيو أورلينز، ما أثار انزعاج الإسبان. لم ينجح بوردون في تعقّب ويلينغ خلال غارته عام 1778، وعاد إلى بينساكولا، عاصمة غرب فلوريدا، لإعادة تجهيز السفينة وإصلاحها في آخر عام 1778. في يناير 1779، استلم الملازم جون باين، الذي شارك في مهمة المسح على طول ساحل غرب فلوريدا ويعرف المنطقة جيدًا، دفّة السفينة بدل بوردون. كانت ويست فلوريدا حراقة مسلَّحةً -وفقًا لمحتجزيها- بعدة مدافع تزن قذائفها 4 و 6 أرطال وتحمل طاقمًا مكوّنًا من 30 شخصًا تقريبًا. (تنقل الروايات البريطانية أن عدد أفراد الطاقم بلغ 15 شخصًا)

## تمهيد

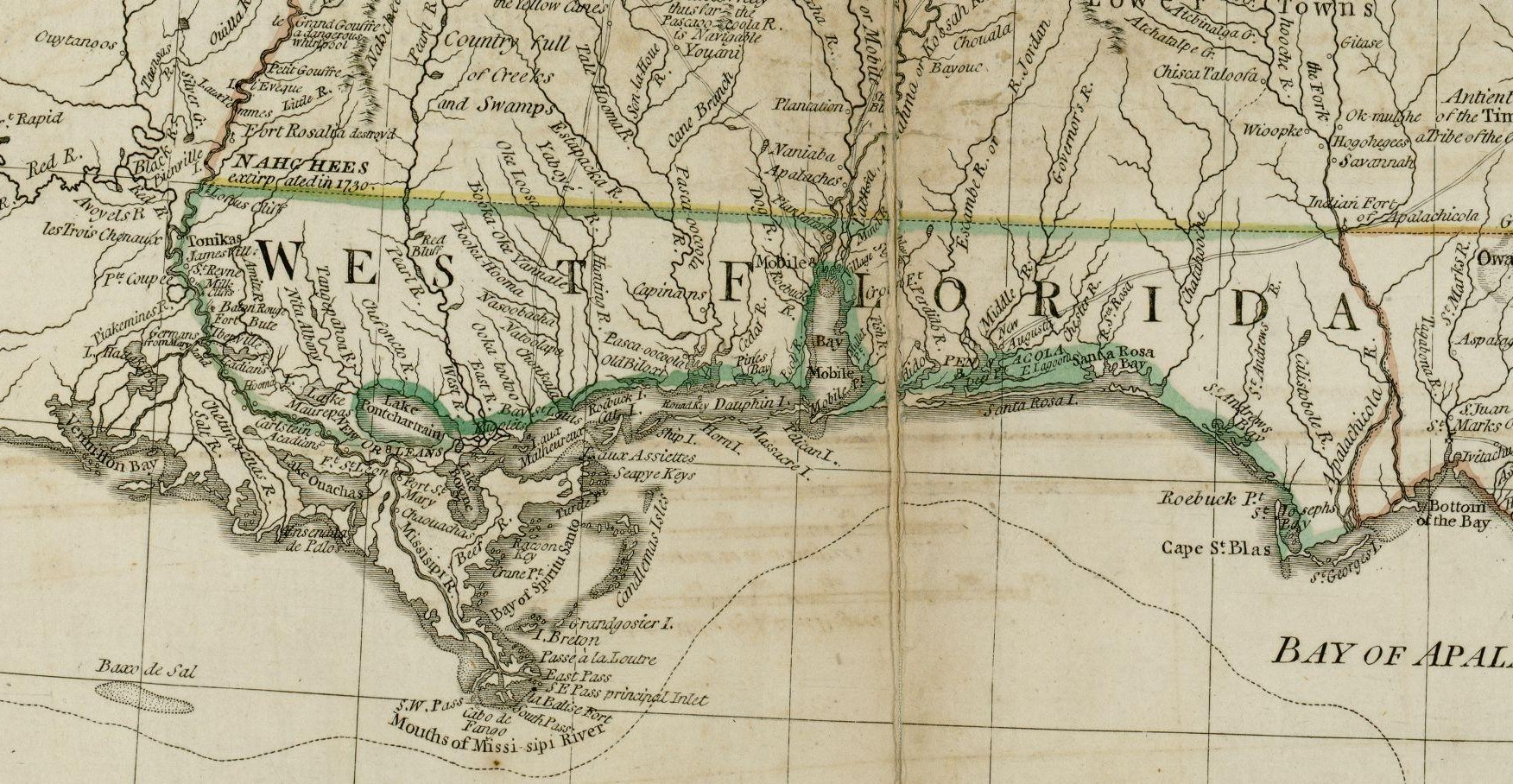
معركة

أبحر باين في مياه غرب فلوريدا بهدوء حتى أغسطس 1779. في 27 أغسطس أرسل قاربًا على متنه بعض الرجال لإجراء اتصال مع مفرزة من رجال المقدّم ألكسندر ديكسون في مانشاك، لكن القارب لم يعد أبدًا. في ذلك اليوم، أطلق برناردو دي غالفيز، حاكم ولاية لويزيانا الإسبانية، حملةً للسيطرة على المواقع العسكرية البريطانية في المسيسيبي، واستولى رجاله على القارب. استولى غالفيز بنجاح على حامية مانشاك في 7 سبتمبر، وتفاوض على استسلام ديكسون والقوات البريطانية المتبقية في المسيسيبي بعد معركة باتون روج في 21 سبتمبر، بيد أن باين لم يكن على علم بهذه التطورات.
استخدم بولوك سلطة التفويض التي منحها الكونغرس له لتسليم قيادة موريس لقائد البحرية القارية وليام بيكلز. لكن موريس تحطّمت في إعصار (ما أدى أيضًا إلى تأخير انطلاق بعثة غالفيز)، فقدّم غالفيز سفينة أخرى لخدمة بيكلز، يُطلق عليها موريس أو تندر موريس. وفقًا لتقرير الملازم بيتر جورج روسو، نائب القائد بيكلز، كانت هذه السفينة سكّونة مسلَّحة بخمسة مدافع صغيرة (تزن قذائفها رطلين ونصف أو أقل) وعشرة مدافع دوّارة، وافتقرت إلى متاريس لحماية الرجال على سطح السفينة من إطلاق النار. علاوة على ذلك، لم يكن الطاقم مستعدًا جيدًا للاشتباك عن قرب لنقص الفؤوس والرماح وغيرها من الأدوات المفيدة لاقتحام سطح السفينة. وجّه بولوك الأوامر لبيكلز بمواصلة الهجوم على السفن العسكرية البريطانية التي زاد نشاطها مؤخرًا في البحيرة.